# Gyrtona hylusalis
Gyrtona hylusalis là một loài bướm đêm trong họ Noctuidae.